# Margaromma semirasum
Margaromma semirasum là một loài nhện trong họ Salticidae.
Loài này thuộc chi Margaromma. Margaromma semirasum được Eugen von Keyserling miêu tả năm 1882.